# 四氢糠醇
四氢糠醇（缩写：THFA）是一种有机化合物，化学式为HOCH2C4H7O，是四氢呋喃环上的2号位被羟甲基取代而成。其是无色液体，可以作为特殊的溶剂，也是一种有机合成中间体（如制二氢吡喃时）。四氢糠醇可以由糠醛氢化制成，可作為1,5-戊二醇的前体。